# Władysław Fudalewski
Władysław Ignacy Antoni Fudalewski (ur. 12 czerwca 1840 w Skąpem, zm. 5 grudnia 1918 w Bałtowie) – polski duchowny rzymskokatolicki, publicysta, regionalista.
Był synem Adama i Marii z Malczewskich. Po ukończeniu szkoły powiatowej w Sandomierzu, wstąpił w 1858 do miejscowego seminarium Duchownego. Po dwuletnich studiach został wysłany do Akademii Duchownej w Warszawie, którą ukończył w 1864 ze stopniem kandydata teologii. W tym samym roku, po przyjęciu święceń kapłańskich, został mianowany wikariuszem katedry, sekretarzem konsystorza i profesorem Seminarium Duchownego w Sandomierzu. W tej uczelni wykładał w latach 1864 – 1866 i 1881 – 1886 następujące przedmioty: Pismo święte (hermeneutykę i introdukcję), archeologię biblijną, katechizm, i homiletykę.  Za gorliwe spełnianie obowiązków profesorskich otrzymał od bpa Antoniego F. Sotkiewicza w 1866 r. specjalne pismo pochwalne. W 1886 r. został mianowany dziekanem i kanonikiem kolegiaty opatowskiej. Władze rządowe nie chciały zatwierdzić go na stanowisko rektora seminarium Sandomierskiego za przeciwstawianie się rusyfikacji. Pozostawił po sobie dorobek pisarski w postaci artykułów zamieszczanych w różnych czasopismach i kilku odrębnie wydanych pozycjach książkowych.
Jako proboszczem  parafii w: Malicach (1866), Wojciechowicach (1877), Kunowie (1893 -1907), Solcu i Bałtowie, zakładał tam szkoły, szerzył oświatę i kulturę rolną.
Ks. Władysław Fudalewski został zamordowany przez bandytów na plebanii w Bałtowie, gdzie pełnił posługę proboszcza. Jego ciało zabrali dawni parafianie i pochowali na tamtejszym cmentarzu w Kunowie.

## Publikacje
- O św. Piotrze i pierwszych latach Kościoła Bożego na ziemi – 1879.
- O św. Pawle i dalszym rozszerzaniu się Kościoła Bożego na ziemi – 1881.
- Kwiaty, ozdoba naszych kościołów – 1885.
- Krótki wykład katechizmowy o chrzcie św. dla rodziców chrześcijańskich – 1890.
- Mowy przygodne jako pamiątka po okolicy - Warszawa,1891, Drukiem "Wiek".
- Miasto Opatów: Podług miejscowych źródeł i podań – Warszawa, 1895, Druk „Wiek”.
- Proboszcz - 1900
- Kunów nad Kamienną w powiecie opatowskim Gubernii Radomskiej – Warszawa,1900, Księgarnia Gebethnera i Wolffa